# Imerio Testori
Imerio Testori   (San Giovanni Bianco, 19 de desembre de 1950 - San Giovanni Bianco, 22 de maig de 1976) fou un pilot d'enduro que el 1974 va esdevenir el primer italià a guanyar el Campionat d'Europa d'aquesta modalitat. Després de la seva victòria començà una llarga època de domini d'aquesta especialitat pels pilots italians, entre ells Alessandro Gritti, Gualtiero Brissoni i Augusto Taiocchi.
Anomenat Leone ("lleó") per la seva forma de pilotar vehement i agosarada, Testori es va morir a l'edat de 25 anys durant una sessió d'entrenament, víctima d'un fatal accident a la carretera de grava que uneix el seu poble amb Capatiglio.

## Biografia
Fill d'un criador de truites de la Val Brembana (la vall de la província de Bèrgam que travessa el riu Brembo, afluent de l'Adda), Imerio Testori es va començar a interessar de ben jove pel motociclisme i, sobretot, per l'enduro, anomenat aleshores a Itàlia Regolarità. Va començar a competir-hi el 1969, a divuit anys, amb una Gilera 175 Regolarità Competizione, la qual va substituir l'any següent per una OSSA 250. Va obtenir la seva primera victòria el 1971 a Vertova, a prop del seu poble, amb una Bultaco 360. Les seves bones actuacions amb la moto catalana van cridar l'atenció d'Arnaldo Farioli, pilot d'enduro i importador de l'austríaca KTM a Itàlia, qui li va proporcionar una motocicleta amb la qual va guanyar el Trofeu IMF en la categoria de superiors a 175 cc el 1972. El mateix any va guanyar la medalla d'or individual als ISDT, celebrats a Špindleruv Mlýn (aleshores Txecoslovàquia).
El 1973, ja amb contracte oficial de Farioli, Testori va ser quart al Campionat d'Itàlia amb la KTM 250. El 1974 va ser l'any de la seva consagració: amb la KTM 360 va guanyar el Campionat d'Europa en la classe de superiors a 350 cc i esdevingué així el primer italià a guanyar aquell campionat, aleshores monopolitzat pels pilots de l'Europa de l'Est, entre ells els txecs de Jawa Zdeněk Češpiva i Květoslav Mašita. Va arrodonir la temporada amb la victòria a la prestigiosa Valli Bergamasche i la segona posició al Campionat d'Itàlia, per darrere d'Augusto Taiocchi.
Després d'una temporada no gaire reeixida el 1975 (fou subcampió d'Itàlia i cinquè al Campionat d'Europa), el 1976 va començar millor, amb dues victòries al Campionat d'Itàlia i altres tantes al d'Europa que el van projectar al capdavant de la classificació provisional d'ambdós campionats.

### Mort
A dos quarts de vuit del matí del 22 de maig de 1976, una setmana abans de la Valli Bergamasche, Imerio Testori va sortir a entrenar amb la KTM al seu San Giovanni Bianco natal. De sobte, la moto es va aixecar (segons alguns testimonis, la culpa podria haver estat d'un munt de grava abocada al camí que s'hauria fet desaparèixer immediatament després) i Testori en va caure i es va colpejar el cap per darrere amb el resultat de greus ferides a les vèrtebres cervicals. Els socors mèdics van resultar inútils. A la Valli Bergamasche d'aquell any, pocs dies després de la seva tràgica mort, la moto de Testori va ser exposada a partir de divendres per ordre de KTM al parc tancat i coberta amb flors col·locades per tots els pilots, tant italians com estrangers; les motos de la marca de Mattighofen van córrer, en senyal de dol, amb un adhesiu negre al dipòsit amb la llegenda daurada "Testori" en comptes del logotip de KTM.
L'any 2004, el municipi de San Giovanni Bianco va batejar el pavelló esportiu municipal amb el seu nom, "Palasport Imerio Testori".

## Palmarès
- 1972:
  - Guanyador del Campionat d'Itàlia Trofeo FMI Regolarità
  - Guanyador de les 12 Hores de Franciacorta
- 1973:
  - Guanyador de les 12 Hores de Franciacorta
- 1974:
  - Campió d'Europa d'enduro en categoria "més de 350cc"
  - Guanyador de la Valli Bergamasche en categoria "més de 350cc"